# Walter Kirk Stratton Jr.
Walter Kirk Stratton Jr. (Front Royal, 2 agosto 1950) è un attore statunitense.
È noto per il ruolo del tenente Lawrence "Larry" Casey nella serie televisiva La squadriglia delle pecore nere.

## Filmografia parziale

### Televisione
- La squadriglia delle pecore nere (Baa Baa Black Sheep) - serie TV, 36 episodi (1976-1978)
- L'incredibile Hulk (The Incredible Hulk) – serie TV, episodio 2x11 (1978)
- Galactica - serie TV, episodio 1x18 (1979)
- In viaggio nel tempo (Quantum Leap) - serie TV, 5 episodi (1989-1992)
- Tequila e Bonetti (Tequila and Bonetti) - serie TV, 11 episodi (1992)
- JAG - Avvocati in divisa (JAG) - serie TV, 16 episodi (1995-2003)